# Lágrimas de sangre (álbum)
Lágrimas de Sangre es el primer álbum de estudio del productor y cantante de reguetón Naldo, publicado el 28 de abril de 2009. El álbum cuenta con las colaboraciones de De la Ghetto, Ivy Queen, entre otros. El primer sencillo del álbum es «Ya no existen detalles» con Randy. En una entrevista, indicó que varias canciones están inspiradas en el nacimiento de su hija.

### Lista de canciones
| N.º | Título                                        | Productor(es)    | Duración |  |
| 1.  | «Intro»                                       | Naldo & DJ Blass | 0:50     |  |
| 2.  | «Hoy»                                         | Naldo & DJ Blass | 4:43     |  |
| 3.  | «Ya no existen detalles» (con Jowell & Randy) | Naldo & DJ Blass | 3:11     |  |
| 4.  | «7 Mares»                                     | Naldo & DJ Blass | 3:41     |  |
| 5.  | «De la noche a la mañana»                     | Naldo & DJ Blass | 3:33     |  |
| 6.  | «No se si tu» (con De La Ghetto)              | Naldo & DJ Blass | 4:04     |  |
| 7.  | «¿Cómo te ha ido?» (con Ivy Queen)            | Naldo & DJ Blass | 3:38     |  |
| 8.  | «Universitaria»                               | Naldo & DJ Blass | 3:38     |  |
| 9.  | «Si como camina cocina» (con Dálmata)         | Naldo & DJ Blass | 3:33     |  |
| 10. | «Mínimo» (con Yomo)                           | Naldo & DJ Blass | 4:38     |  |
| 11. | «Una noche más»                               | Naldo & DJ Blass | 3:13     |  |
| 12. | «Mal» (con Keesha)                            | Naldo & DJ Blass | 3:47     |  |
| 13. | «Otra vez» (con LJ)                           | Naldo & DJ Blass | 3:20     |  |
| 14. | «No he dormido na'»                           | Naldo & DJ Blass | 3:06     |  |
| 15. | «Te sebe igual»                               | Naldo & DJ Blass | 3:08     |  |

#### Canciones promocionales
1. "Pa' Ti Estoy Ready" (feat. Alex The Greatest)
2. "Te Fuiste De Over"

## Rendimiento comercial
El sencillo «Ya no existen detalles», alcanzó la posición 30 en la lista de Billboard Latin Rhythm Airplay.